# Uranglas

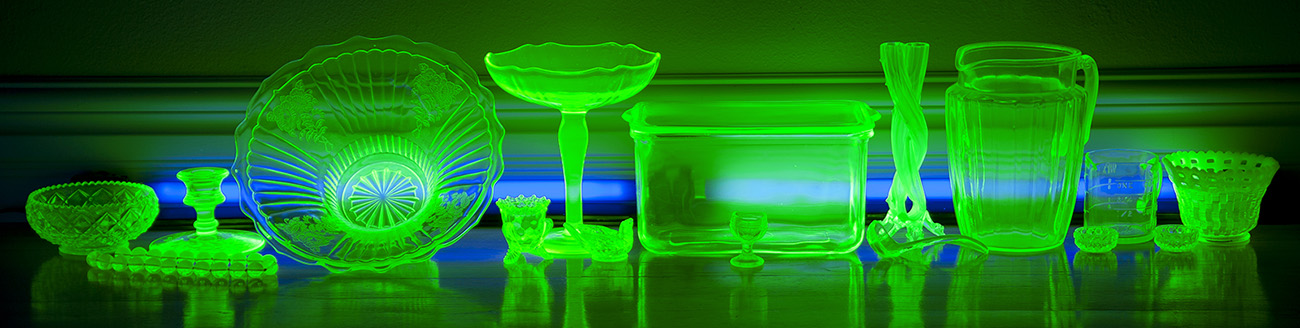
Uranglas under UV-ljus

Uranglas är glas där man har tillsatt uranoxid i glasmassan. Mängden uran i glaset varierar vanligen från spårnivåer till runt 2 viktprocent uran. Färgen på uranglas är oftast svagt grönt, ljusgult eller blått, men när uranglaset blir belyst med UV-ljus lyser den självlysande grönt på grund av fluorescens. Utan UV-belysning är det svårt att urskilja uranglas från färgat glas. Uranglas användes förr till hushållsföremål, men detta upphörde i princip då tillgången på uran kraftigt begränsades under kalla kriget.
Uranglas var populärt från 1800-talet fram till 1940-talet. I Sverige producerades uranglas fram till 1960-talets slut.